# Tripteroides longipalpis
Tripteroides longipalpis är en tvåvingeart som beskrevs av Dong, Zhou och Zhiming Dong 1997. Tripteroides longipalpis ingår i släktet Tripteroides och familjen stickmyggor. Inga underarter finns listade i Catalogue of Life.